# Cyneweard
Cyneweard est un prélat anglais mort le 28 juin 975. Il est le sixième évêque de Wells, de 974 à sa mort.

## Biographie
Avant de devenir évêque, Cyneweard est moine à l'abbaye de Glastonbury, dans le Somerset. En 964, il est nommé abbé de Milton, dans le Dorset, lorsque ce monastère est refondé suivant les principes de la réforme bénédictine par l'évêque Æthelwold de Winchester.
Dix ans plus tard, Cyneweard est choisi pour succéder à l'évêque de Wells Byrhthelm, mort le 15 mai 974. Son épiscopat est de courte durée, puisqu'il meurt à son tour l'année suivante, le 28 juin, dix jours avant le roi Edgar. Le poème The Death of King Edgar qui figure dans certaines versions de la Chronique anglo-saxonne mentionne son décès. Durant cette période, il apparaît comme témoin sur trois chartes.